# Freixinet
Freixinet és una de les cinc entitats de població del municipi de Riner, a la comarca catalana del Solsonès. Té un nucli de poblament agrupat: un petit poble situat en un altiplà (a uns 675 m. d'altitud), a la carena del vessant meridional de la vall del riu Negre. El seu patró és Sant Cristòfol, però celebra la festa major l’últim cap de setmana de setembre.
Aquest nucli disposa de l’única escola del municipi.

## Demografia
| Evolució demogràfica |            |            |            |                   |                   |                   |       |
| Any                  | Nucli urbà | Nucli urbà | Nucli urbà | Poblament dispers | Poblament dispers | Poblament dispers | Total |
| Any                  | Homes      | Dones      | Total      | Homes             | Dones             | Total             | Total |
| 2000                 | 29         | 26         | 55         | 27                | 23                | 50                | 105   |
| 2001                 | 27         | 26         | 53         | 27                | 22                | 49                | 102   |
| 2002                 | 27         | 26         | 53         | 25                | 20                | 45                | 98    |
| 2003                 | 24         | 25         | 49         | 24                | 22                | 46                | 95    |
| 2004                 | 24         | 26         | 50         | 23                | 24                | 47                | 97    |
| 2005                 | 24         | 26         | 50         | 23                | 25                | 48                | 98    |
| 2006                 | 23         | 26         | 49         | 21                | 22                | 43                | 92    |
| 2007                 | 24         | 26         | 50         | 24                | 22                | 46                | 96    |
| 2008                 | 24         | 26         | 50         | 24                | 24                | 48                | 98    |
| Font: INE            |            |            |            |                   |                   |                   |       |